# イヌワシ賞
イヌワシ賞（イヌワシしょう）は、金沢競馬場ダート2,000mで施行される地方競馬の重賞競走である。北國新聞社が優勝杯を提供している。正式名称は「北國新聞社杯 イヌワシ賞」

## 概要
2005年にサラブレッド系B1級による重賞 "いぬ鷲賞" に代わり、東海・近畿・中国地区交流競走 "イヌワシ賞" としてリニューアルされ創設。2018年に全国交流に拡大された。白山大賞典のトライアル競走に指定されており、1着馬に優先出走権が与えられる。
第1回～7回までが1900m、第8回以降は2000mで施行されている。

### 条件・賞金等（2024年）
出走条件
サラブレッド系3歳以上、地方全国交流。フルゲート12頭で他地区所属馬の出走枠は6頭以下。
負担重量
別定（3歳54kg、4歳以上57kg、牝馬2kg減）
賞金額
1着800万円、2着256万円、3着128万円、4着96万円、5着80万円、着外手当10万円。
優先出走権付与
優勝馬に白山大賞典の優先出走権が付与される。

## 歴史

### 歴代優勝馬
全て金沢競馬場ダートコースで施行。
| 回数   | 施行日        | 距離  | 優勝馬             | 性齢 | 所属   | タイム | 優勝騎手 | 管理調教師 |
| ------ | ------------- | ----- | ------------------ | ---- | ------ | ------ | -------- | ---------- |
| 第1回  | 2005年8月23日 | 1900m | テーマミュージック | 牝4  | 愛知   | 2:04.6 | 岡部誠   | 角田輝也   |
| 第2回  | 2006年8月13日 | 1900m | マヤノオスカー     | 牡6  | 愛知   | 2:05.3 | 桑野等   | 田嶋弘幸   |
| 第3回  | 2008年3月30日 | 1900m | ビッグドン         | 牡8  | 金沢   | 2:03.9 | 加藤和義 | 平床良博   |
| 第4回  | 2008年8月25日 | 1900m | トミノダンディ     | 牡4  | 笠松   | 2:05.0 | 東川公則 | 藤田正治   |
| 第5回  | 2009年8月31日 | 1900m | マヤノグレイシー   | 牡10 | 愛知   | 2:02.6 | 吉原寛人 | 斉藤弘光   |
| 第6回  | 2010年9月3日  | 1900m | エーシンエヴァン   | 牡6  | 笠松   | 2:04.4 | 花本正三 | 伊藤強一   |
| 第7回  | 2011年9月6日  | 1900m | ジャングルスマイル | 牡5  | 金沢   | 2:02.2 | 吉原寛人 | 金田一昌   |
| 第8回  | 2012年9月4日  | 2000m | ナムラダイキチ     | 牡4  | 金沢   | 2:06.6 | 畑中信司 | 藤木一男   |
| 第9回  | 2013年9月10日 | 2000m | サミットストーン   | 牡5  | 金沢   | 2:10.1 | 吉原寛人 | 加藤和義   |
| 第10回 | 2014年8月26日 | 2000m | セイカアレグロ     | 牡9  | 金沢   | 2:10.2 | 吉田晃浩 | 佐藤茂     |
| 第11回 | 2015年9月8日  | 2000m | ジャングルスマイル | 牡9  | 金沢   | 2:10.0 | 平瀬城久 | 金田一昌   |
| 第12回 | 2016年9月6日  | 2000m | エイシンクリアー   | 牡6  | 兵庫   | 2:11.7 | 田中学   | 橋本忠明   |
| 第13回 | 2017年9月5日  | 2000m | グルームアイランド | 牡6  | 金沢   | 2:10.0 | 吉原寛人 | 高橋俊之   |
| 第14回 | 2018年9月11日 | 2000m | モズオトコマエ     | 牡4  | 北海道 | 2:07.4 | 鴨宮祥行 | 田中正二   |
| 第15回 | 2019年9月3日  | 2000m | タガノゴールド     | 牡8  | 兵庫   | 2:10.1 | 下原理   | 新子雅司   |
| 第16回 | 2020年9月1日  | 2000m | リンノレジェンド   | 牡4  | 北海道 | 2:07.3 | 吉原寛人 | 林和弘     |
| 第17回 | 2021年8月24日 | 2000m | アイアムレジェンド | 牡5  | 川崎   | 2:07.2 | 吉原寛人 | 内田勝義   |
| 第18回 | 2022年8月23日 | 2000m | アイアムレジェンド | 牡6  | 川崎   | 2:08.6 | 吉原寛人 | 内田勝義   |
| 第19回 | 2023年8月27日 | 2000m | ラッキードリーム   | 牡5  | 兵庫   | 2:08.3 | 下原理   | 新子雅司   |
| 第20回 | 2024年8月25日 | 2000m | ヒロイックテイル   | セ7  | 高知   | 2:04.9 | 吉原寛人 | 田中守     |

### 各回競走結果の出典
- イヌワシ賞　歴代優勝馬-地方競馬全国協会